# Hadokrčka argentinská
Hadokrčka argentinská (Hydromedusa tectifera) je želva, která obývá Jižní Ameriku, zejména jihovýchodní Brazílii, Paraguay, Uruguay a Argentinu. Patří do podřádu skrytohlavých, tedy mezi želvy, které zatahují krk do krunýře stranou, takže tvoří ležaté S a hlava je obrácena ven buď levou, nebo pravou stranou, a to do čeledi matamatovitých. Hadokrčky mají však krk tak dlouhý, že nedokážou hlavu úplně zatáhnout.

## Život a lov
Krk hadokrčky argentinské je zvlášť dlouhý a výborně se jí hodí při lovu. Tato želva žije v zátočinách a slepých ramenech mírně tekoucích řek nebo ve větších stojatých vodách. Zdržuje se především na mělčinách, kde celé hodiny jen nehybně leží a jen nozdry jí vyčnívají na hladinu. Jakmile se přiblíží neopatrná rybka nebo jiný drobný vodní obratlovec, hadokrčka hbitě vyrazí hlavou vpřed jako had a zmocní se kořisti. Samice při kladení vajec opouštějí vodu a na souší vyhrabávají dolík, do něhož kladou 10 až 30 vajec. Ta pak zahrabou a zamaskují materiálem z okolí. Krunýř dospělé hadokrčky měří asi 25 cm, je tmavohnědý a skoro hladký. Mláďata, která se líhnou za tři měsíce, mají štít olivový se středním kýlem a kuželovitými výrůstky na každém štítku. Hned po vyklubání vajec se vydávají k vodě. Zdržují se na zarostlých mělčinách a živí se hmyzem a jeho larvami. V severovýchodní Brazílii žije menší příbuzný druh Hydromedusa maximiliani, dorůstající nejvýše 17 cm, který je daleko vzácnější a méně známý.